# Bernat Metge
Bernat Metge (Barcelona, 1340 - Barcelona, entre 27 de fevereiro e 28 de junho de 1413), foi um humanista, chanceler, tradutor e poeta catalão, foi também introdutor do estilo renascentista na literatura catalã e detentor de um estilo preciso, elegante e claro, sendo a sua obra mais famosa O Sonho publicada em 1399.

## Biografia
Bernard Metge nasceu em Barcelona e era filho de Guillem Metge, uma espécie de boticário associado à familia real de Aragão e que morreu por volta de 1359. Seu pai lhe transmitiu os primeiro conhecimentos de filosofia natural mostrados mais tarde num poema com imitação burlesca chamado Medicina apropriada a todo mau (1396) e em alguns comentários de O Sonho.  A profissão do padrasto, Ferrer Saiol, também influencia a sua formação intelectual, porque, além de escrivão e protonotário da rainha Eleonor de Prades, foi também tradutor para o catalão da obra De re rustica, um tratado de ciência agrária publicado por Paládio Rutílio, fato esse que impulsionou a carreira profissional de Bernat Metge para a chancelaria.
Assim, seguindo o caminho do padrasto, Bernat Metge, em 16 de dezembro de 1370 se torna notário, e desde muito jovem esteve ligado à chancelaria dos Aragão, graças ao alto cargo ocupado pelo seu padrasto, Ferrer Saiol.  Foi chanceler da rainha Leonor da Sicília, esposa de Pedro IV de Aragão de 15 de Abril de 1371 a 20 de Abril de 1375.  Em 1375, por ocasião da morte da rainha, passou a trabalhar como escrivão para o futuro rei João I e de sua esposa Violante de Bar (1365-1431), que lhe tinham muito afeto e o obsequiaram com numerosos favores, porém, durante esse período esteve envolvido em acusações de corrupção relativos à sua gestão. Em 1381 publicou Llibre de Fortuna e Prudència (Livro da Fortuna e da Sabedoria), poema alegórico em que discute a questão da Providência Divina ao mais puro estilo da tradição medieval, baseado na obra De consolatione philosophiae de Boécio (480-524).
Fez também a tradução do relato de Valter e Griselda, última das novelas do Decameron, porém, não o fez a partir do original italiano de Bocaccio, mas através da tradução latina de Petrarca (el Griseldis).  A importância da tradução de Metge se deve, além da sua elegante prosa, à carta introdutória que acompanha o relato, pois que representa a primeira amostra de admiração por Petrarca que se conhece na Espanha.  Em 2 de Maio de 1379 casa-se com Eulàlia Vivó († Outubro 1390) com quem teve um filho.  Depois do falecimento da primeira esposa casa-se em segunda núpcias com Eulàlia Formós, com quem teve pelo menos quatro filhos.  Durante a década de 1390 ocupou uma posição muito delicada: a de administrar os dízimos que o Papa Clemente VII havia outorgado a João I em 1392, como benefício por ele ter conquistado e pacificado a Ilha de Sardenha.
Sua obra de maior prestígio foi O Sonho (El sueño), redigido em 1399, de onde lhe ressurge a figura de João I no purgatório.  Esta obra foi escrita no cárcere, depois que o escritor caiu em desgraça e foi encarcerado pela nova rainha María de Luna (1358-1406) e pelos novos colaboradores do falecido João.  A obra lhe permitiu recuperar os favores reais e seu posto junto à chancelaria.
Sabe-se também que foi autor de uma tradução do poema latino De vetula, atribuído a Ovídio, e de dois poemas satíricos e humorísticos escritos na prisão.  Porém, estas obras não foram conservadas.

## Obras
- Llibre de Fortuna e Prudència (Livro da fortuna e da sabedoria, 1381)
- Ovidi enamorat (Ovídio enamorado)
- Valter e Griselda (1388)
- Apologia (1395)
- «Lo somni». (O Sonhos, 1399)